# São Marcos
São Marcos est une municipalité brésilienne située dans l'État du Rio Grande do Sul.